# الملوي
أحمد الملوي (1088 هـ - 1181 هـ) شيخ ومحدث وفقيه شافعي.

## اسمه ومولده
هو الإمام العلامة أبو العباس شهاب الدين أحمد بن عبد الفتاح بن يوسف بن عمر المجيري الملوي الشافعي الأزهري، ولد -كما أخبر عن نفسه- فجر يوم الخميس الثاني من شهر رمضان سنة 1088 هـ. وأمه هي آمنة بنت عامر بن حسن بن حسن بن علي بن سيف الدين بن سليمان بن صالح بن القطب علي المغراوي الحسني.

## شيوخه
وأخذ عن جملة من الشيوخ منهم:
- من الشافعية:

1. الشهاب أحمد بن الفقيه.
2. الشيخ الجمالي منصور المنوفي.
3. الشيخ أبو محمد عبد الرءوف البشبيشي.
4. الشيخ محمد بن منصور الإطفيحي.
5. الشهاب أحمد بن محمد الخليفي.
6. الشيخ عيد النمرسي.
7. الشيخ عبد الوهاب الطندتاوي.
8. الشيخ الإمام أبو العز محمد بن شهاب أحمد بن أحمد بن محمد بن العجمي الوفائي القاهري (ت: 1031 هـ) خاتمة المسندين بمصر، روى عنه وحدث.
9. الشيخ عبد ربه بن أحمد الديوي.
10. الشيخ رضوان الطوخي.
11. الشيخ عبد الجواد وخاله أبو جابر علي بن فامر الأيتاوي.
12. الشيخ أبو الفيض علي بن إبراهيم الأبوتيجي.
13. الشيخ أبو الأنس محمد بن عبد الرحمن المليجي.
14. الشيخ عبد الجواد بن القاسم المحلي.

- ومن المالكية:

1. 15.الشيخ محمد بن عبد الرحمن بن أحمد الورزازي.
2. 16.الشيخ محمد بن عبد الباقي الزرقاني.
3. 17.الشيخ عمر بن عبد السلام التطواني.
4. 18.الشيخ أبو الصلاح أحمد بن محمد الهشتوكي.
5. 19.الشيخ محمد بن عبد الله السجلماسي.
6. 20.الشيخ أحمد بن غانم النفراوي.
7. 21.الشيخ عبد الله الكنكسي ومحمد بن عبد الله الكنكسي.
8. 22.الشيخ محمد بن عبد الرحمن بن أبي ذكرى.
9. الشيخ سليمان الحصيني.
10. الشيخ أحمد الشبراخيتي.

- ومن الحنفية:

1. الشيخ السيد أبو الحسن علي بن علي الحسيني الضرير الشهير بإسكندر.
2. الشيخ العلامة الزاهد إلياس بن إبراهيم الكوراني الشافعي، (ولد بكوران سنة 1031 هـ وتوفي بدمشق بمدرسة جامع العراس بعد العصر من يوم الأربعاء لأربع عشرة ليلة بقين من شعبان سنة 1138 هـ) روى عنه الحديث.
3. الشيخ محمد طاهر الكوراني.

## تلاميذه
1. الشيخ إبراهيم بن مصطفى بن إبراهيم الحنفي الحلبي المداري نزيل قسطنطينية العلامة الكبير والفهامة الشهير، (توفي في شهر ربيع الآخر سنة 1190 هـ) ودفن بقسطنطينية، أخذ عنه وأذن له بالتدريس.
2. الشيخ أبو الفتح بن محمد بن خليل بن عبد الغني الشافعي العجلوني الأصل الدمشقي المولد، الشيخ العالم الفاضل المتقن المحقق، كان أحد الشيوخ الأعلام الأفاضل الفقهاء، ولد يوم السبت الرابع من رمضان سنة 1128هـ وأخذ عنه، وكانت وفاته في ليلة الجمعة التاسع عشر من شوال سنة 1193 هـ.
3. الشيخ الإمام خاتمة المحدثين الشيخ عبد الله بن سالم بن عيسى البصري منشأً المكي مولدًا الشافعي، ولد يوم الأربعاء الرابع من شعبان سنة 1148 هـ وتوفي يوم الإثنين الرابع من رجب سنة 1234 هـ عن أربع وثمانين سنة، روى عنه الحديث.
4. الشيخ الإمام الفقيه المحدث المحقق الشيخ خليل بن محمد المغربي الأصل المالكي المصري، (توفي يوم الخميس الخامس عشرين من المحرم سنة 1177 هـ)، حضر دروسه وأخذ عنه.
5. الشيخ الفقيه الزاهد الورع الشيخ محمد بن عيسى بن يوسف الدمياطي الشافعي، (توفي في الثامن من رمضان سنة 1178 هـ)، أخذ عنه في علوم المعقول.
6. الشيخ الإمام العلامة الفقيه المحدث عمر بن علي بن يحيى بن مصطفى الطحلاوي المالكي، (توفي ليلة الخميس الحادي عشر من صفر سنة 1181 هـ)، أخذ عنه.
7. الشيخ الإمام العلامة أوحد أهل زمانه علمًا وعملًا المشهود له بالكمال والتحقيق، والمجمع على تقدمه في كل فريق شمس الملة والدين محمد بن سالم الحفناوي الشافعي الخلوتي (توفي يوم السبت قبل الظهر السابع عشر من ربيع الأول سنة 1181 هـ)، أخذ عنه وتخرج عليه وكان بين وفاته ووفاة شيخه ثلاثة عشر يومًا.
8. الشيخ أحمد أبو عامر النفراوي المالكي (ت: سنة 1181 هـ)، أخذ عنه في المعقول.
9. الشيخ العلامة الفقيه الأصولي النحوي شيخ الإسلام الشيخ عيسى بن أحمد بن عيسى بن محمد الزبيري البرماوي الشافعي الأزهري (ت: 1182 هـ) حضر دروسه وأخذ عنه.
10. الإمام العلامة أحد أذكياء العصر ونجباء الدهر الشيخ محمد بن بدر الدين الشافعي سبط الشمس الشرنبابلي (ت: 1182 هـ) قرأ عليه وحضر دروسه.
11. الإمام العلامة الشيخ محمد بن إسماعيل بن محمد بن إسماعيل بن خضر النفراوي المالكي (ت: 1185 هـ) أجازه.
12. الإمام العلامة الفقيه المحدث السيد علي بن موسى بن مصطفى بن محمد بن شمس الدين بن محب الدين بن كريم الدين بن بهاء الدين داود بن سليمان بن شمس الدين بن بهاء الدين داود الكبير بن عبد الحفيظ بن أبي الوفاء محمد البدري بن أبي الحسن علي بن شهاب الدين أحمد بن بهاء الدين داود بن عبد الحافظ بن محمد بن بدر (1125 - 1186هـ) حضر دروسه وقرأ عليه.
13. الشيخ الإمام الشيخ أحمد ابن الشيخ شهاب الدين أحمد بن الحسن الجوهري الخالدي الشافعي (1132 - 1237هـ) سمع منه وأخذ عنه.
14. البارع المقرئ المجود المحدث الشيخ عبد القادر بن خليل بن عبد الله الرومي الأصل المدني، المعروف بكدك زاده (1140 - 1187هـ) حضر عليه وأخذ عنه.
15. الشيخ العلامة نور الدين حسن بن برهان الدين إبراهيم ابن العلامة مفتي المسلمين وإمام المحققين الشيخ حسن الجبرتي الحنفي (ت: 1187 هـ) قرأ عليه شرحه على السلم وشرح معراج الغيطي وأوضح المسالك، وأوائل الكتب الستة والمسلسلات والمسندات.
16. الإمام شيخ مشايخ الإسلام عالم العلماء الأعلام إمام المحققين وعمدة المدققين الشيخ علي بن أحمد بن مكرم الله الصعيدي العدوي المالكي (1112 - 1189هـ) حضر دروسه وأخذ عنه.
17. الإمام القطب وجيه الدين أبو المراحم عبد الرحمن الحسيني العلوي العيدروسي التريمي نزيل مصر، (ولد بعد الغروب ليلة الثلاثاء التاسع من صفر سنة 1125- 1192هـ) حضر دروسه وتلقى عنه.
18. الشيخ العلامة عبد الرحمن بن عمر الأجهوري المالكي (ت: 1198 هـ).
19. العلامة أحد الأعلام الرواسخ وشيخ المشايخ الفقيه النحوي الأصولي المعقولي المنطقي ذو المعاني والبيان وحلال المشكلات بإتقان، الصالح القانع الورع الزاهد الشيخ محمد بن محمد بن محمد بن مصطفى بن خاطر الفرماوي الأزهري الشافعي البهوتي (ت: 1199 هـ) حضر عليه.
20. الشيخ العلامة النحرير محمد بن عبد ربه بن علي العزيزي الشهير بابن الست (1118 - 1199هـ) أخذ عنه المعقول وطريق الشاذلية.
21. الإمام العالم العلامة أوحد وقته في الفنون العقلية والنقلية، شيخ أهل الإسلام وبركة الأنام الشيخ أحمد بن محمد بن أحمد بن أبي حامد العدوي المالكي الأزهري الخلوتي الشهير بالدردير (1127 - 1201هـ) حضر دروسه وأخذ عنه.
22. الشيخ الإمام العلامة المعمر الضرير الشيخ محمد المصيلحي الشافعي (ت: 1201 هـ) أجازه.
23. الفقيه المحدث اللغوي النحوي الأصولي الناظم الناثر الشيخ أبو الفيض السيد محمد بن محمد بن محمد بن عبد الرزاق، الشهير بمرتضى الحسيني الزبيدي الحنفي (1145 - 1205هـ)، حضر دروسه وتلقى عنه وأجازه.
24. العلامة أبو العرفان الشيخ محمد بن علي الصبان الشافعي، حضر عليه شرحه الصغير على السلم، وشرح الشيخ عبد السلام على جوهرة التوحيد، وشرح المكودي على الألفية، وشرح الشيخ خالد على قواعد الإعراب، وله حاشية على شرح الملوي على السلم (ت: 1206 هـ).
25. الشيخ الفاضل الصالح أحمد بن يوسف الشنواني المصري الشافعي المكنى بأبي العز (ت: 1207 هـ).
26. الإمام العلامة الفقيه النحوي الأصولي الجدلي النحرير الشيخ علي الشهير بالطحان الأزهري المصري (ت: 1207 هـ) لازمه وانتفع به.
27. الإمام العلامة الشيخ أحمد بن موسى بن داود أبو الصلاح العروسي الشافعي الأزهري شيخ الجامع الأزهر (ولد سنة 1133 هـ) سمع عليه الصحيح وغيره، وتوفي في الحادي والعشرين من شهر شعبان سنة 1208 هـ.
28. الإمام العلامة رئيس المحققين وعمدة المدققين النحوي المنطقي الجدلي الأصولي الشيخ أحمد بن يونس الخليفي الشافعي الأزهري (1131 - 1209هـ) سمع منه الحديث.
29. العلامة بضعة السلالة الهاشمية وطراز العصابة المطلبية السيد حسين بن عبد الرحمن ابن الشيخ محمد بن أحمد بن أحمد بن حمادة المنزلاوي الشافعي (1212 هـ) حضر عليه وأخذ عنه.
30. الإمام العلامة الشيخ عبد العليم بن محمد بن محمد بن عثمان المالكي الأزهري الضرير (ت: 1214 هـ) روى عنه الحديث.
31. العمدة العلامة والنحرير فريد عصره ووحيد دهره الشيخ محمد بن أحمد بن حسن بن عبد الكريم الخالدي الشافعي الشهير بابن الجوهري (1151 -1215هـ) حضر عليه وأجازه الشيخ بكل ما في فهرسته.
32. الشيخ الفقيه المحدث خاتمة المحققين وعمدة المدققين بقية السلف وعمدة الخلف الشيخ سليمان بن محمد بن عمر البجيرمي الشافعي الأزهري (1131 - 1221هـ) أخذ عنه وأجازه.
33. الشيخ العلامة أحمد بن علي بن محمد بن عبد الرحمن بن علاء الدين البرماوي الذهبي الشافعي الضرير، ولد ببلده برما بالمنوفية سنة 1138 هـ، وتوفي 1222 هـ، حضر عليه وأخذ منه.
34. الشيخ الإمام العلامة والنحرير الفقيه الأصولي النحوي شيخ الإسلام والمسلمين الشيخ عبد الله بن حجازي بن إبراهيم الشافعي الأزهري الشهير بالشرقاوي شيخ الجامع الأزهر (ت: 1227 هـ) حضر عليه وسمع منه الكثير.
35. العلامة صاحب التحقيقات الرائقة والتأليفات الفائقة شيخ شيوخ أهل العلم وصدر صدور أهل الفهم، المتفنن في العلوم كلها نقليها وعقليها وأدبيها، إليه انتهت الرياسة في العلوم بالديار المصرية، وباهت مصر ما سواها بتحقيقاته البهية، استنبط الفروع من الأصول، واستخرج نفائس الدور من بحور المعقول والمنقول، الأستاذ الشيخ محمد بن محمد بن أحمد بن عبد القادر بن عبد العزيز بن محمد السنباوي المالكي الأزهري الشهير بالأمير (ت: 1232 هـ) تلقى عنه مسائل في أواخر أيام انقطاعه بالمنزل وشملته إجازته.
36. الشيخ الأستاذ النحرير شمس الدين محمد أبو الأنوار بن عبد الرحمن المعروف بابن عارفين (ت: 1228 هـ) حضر دروسه في صحيح البخاري.

## مؤلفاته
- شرح جوهرة التوحيد.[2]
- شرح الآجرومية.
- شرح على الياسمينية.
- شرح عقيدة الغمري.
- نظم النسب وشرحها.
- شرحان على متن السلم المرونق في المنطق للأخضري: كبير وصغير، وقد رزقا القبول وخاصة شرحه الصغير، فقد اشتغل به العلماء قراءة وإقراء وتدريسا وتحشية وصار عمدة في التدريس بالجامع الأزهر وغيره من معاهد العلم عقودا عديدة، وكتب عليه كثير من العلماء الحواشي الرائقة، فممن كتب عليه: الشيخ أبو العرفان محمد بن علي المصري الحنفي المعروف بالصبان (ت: سنة 1206 هـ) طبعت ببولاق سنة 1285 هـ، ثم بالميمنية سنة 1305 هـ، ثم بالأزهرية سنة 1311 هـ، ثم تكرر طبعها.
- عقد الدرر البهية في شرح الرسالة السمرقندية: وهو شرح على الرسالة السمرقندية في البلاغة (مخطوط بالأزهرية) وللشيخ العلامة الأمير تلميذه حاشية عليه طبعت بمصر طباعة حجرية سنة 1281 هـ، ثم 1301 هـ، ثم طبعت بالمطبعة الأزهرية 1308هـ، وكذا للشيخ أحمد العروسي شيخ الجامع الأزهر وتلميذ الشيخ الملوي أيضا حاشية عليه، كما كتب عليه الشيخ محمد الخضري حاشية كذلك فرغ منها سنة 1247 هـ، وطبعت ببولاق سنة 1287 هـ، وكذا للشيخ علي بن عبد الله المصري الأزهري الشهير بالطحان المتوفى سنة 1207 هـ حاشية عليه.
- شرحان على رسالة الاستعارات: مطول ومختصر، وللشيخ أحمد بن يونس الخليفي الشافعي (ت: 1209 هـ) تلميذه حاشية عليه.
- اختصار لطائف الطرائف من شرح السمرقندية، في الأحمدية بتونس (4414).
- حاشية على شرح المكودي على ألفية ابن مالك: طبعت بالقاهرة طباعة حجرية سنة 1279 هـ، ثم بمطبعة مصطفى محمد سنة 1301 هـ، ثم بالشرفية 1303 هـ، ثم بالخيرية والميمنية 1305 هـ.
- عقود الدرر على شرح ديباجة المختصر، أتمه بالمشهد الحسيني سنة 1123 هـ.
- الإعلام بإرث ذوي الأرحام شرح لمنظومة في المواريث لعيد بن مخرمة، مخطوط في دار الكتب.
- اللآلي المنثورات شرح لنظم الموجهات له في المنطق: وأول النظم:

طبع بمطبعة محمد مصطفى بالقاهرة سنة 1307هـ، ثم بالمطبعة الخيرية بالقاهرة سنة 1321 هـ.
- نظم المختلطات في المنطق وأوله:

وقد شرحه أيضا. (مخطوط بالأزهرية).
- أرجوزة في لوازم الشرطيات في المنطق وشرحها. (مخطوط بالأزهرية).
- أبيات في النسبة بين القضايا الخارجية والذهنية والحقيقية: وقد كتب عليها أحد العلماء شرحا. (مخطوط بالأزهرية).
- حاشية على شرح القيرواني لأم البراهين للسنوسي. (مخطوط بدار الكتب).
- منظومة في التوحيد أولها:

وله عليها شرح كذلك. (مخطوط بالأزهرية).
- منظومة الأصول في التوحيد (مخطوط بالأزهرية) أولها:

- فتح الإله بعدة ما يندرج من العقائد في لا إله إلا الله.
- تعريب رسالة ملا عصام في المجاز.
- شرح الصدور بالصلاة على الناصر المنصور -صلى الله عليه وسلم-.
- شرح أم القرى في مدح خير الورى: وهي القصيدة المعروفة بالهمزية للبوصيري. (مخطوط بالأزهرية).
- ديوان الخطب الجمعية.
- السلامة: وهو جزء مختصر في ذم الطمع. (مخطوط بالأزهرية).
- منهل التحقيق في مسألة الغرانيق. (مخطوط بدار الكتب).
- ثبت أسانيده أجاز به محمد بن عبد ربه المالكي (مخطوط بدار الكتب).

ومؤلفاته مشهورة مقبولة متداولة بأيدي الطلبة ويدرسها الأشياخ.

## وفاته
مرض الشيخ مدة وانقطع لذلك في منزله وهو ملقى على الفراش، ومع ذلك يُقرأ عليه في كل يوم في أوقات مختلفة أنواع من العلوم، وترد عليه الناس من الآفاق، ويقرءون عليه ويستجيزونه، فيجيزهم ويملي عليهم ويفيدهم، ومنهم من يأتيه للزيارة والتبرك وطلب الدعاء، فيمدهم بأنفاسه ويدعو لهم وكان ممتع الحواس، وأقام على هذه الحالة نحو الثلاثين سنة حتى توفي في منتصف شهر ربيع الأول سنة 1181 هـ.